# J. Scott Burhoe
John Scott Burhoe (nacido el 12 de septiembre de 1954) fue el 39.º superintendente de la Academia de la Guardia Costera de Estados Unidos en New London (Connecticut), de 2007 a 2011. Su cargo anterior fue Comandante Asistente de Asuntos Gubernamentales y Públicos en la Guardia Costera, sede en Washington, D. C. Obtuvo su comisión después de graduarse de la Escuela de Aspirantes a Oficiales en 1977. Es el primer graduado que no pertenece a la Academia en dirigir la escuela en al menos cien años.

## Educación y servicio militar
Se graduó del Instituto Politécnico y Universidad Estatal de Virginia (conocido como Virginia Tech) con una licenciatura en sociología y luego obtuvo una Maestría en Administración Pública de la Universidad Americana (Washington D. C.).
Su primera asignación fue dirigir la Guardia de Honor Ceremonial de la USCG en Washington, D. C. En sus 30 años de servicio público, se desempeñó en una variedad de asignaciones operativas y de personal, incluidas las de Oficial Ejecutivo y Capitán Suplente del Puerto, Estación de la Guardia Costera, New London, Connecticut, oficial al mando, estación Fort Lauderdale, Florida, y comandante de grupo, grupo Sandy Hook, Nueva Jersey. El 3 de junio de 2011, el contraalmirante Burhoe se retiró de la Guardia Costera de EE. UU. después de 34 años de servicio. Burhoe se convirtió en el décimo presidente de Fork Union el 18 de julio de 2011, asumiendo el mando del teniente general John E. Jackson, quien se retiró el 1 de julio de 2011, después de 17 años como el noveno presidente de la Academia militar de Fork Union, Virginia.